# Fa-Yueh Wu
Fa-Yueh Wu (* 5. Januar 1932 in China; † 21. Januar 2020 in Newton, Massachusetts) war ein chinesisch-US-amerikanischer theoretischer und mathematischer Physiker und Mathematiker, der sich mit statistischer Mechanik und Kombinatorik beschäftigte.

## Leben
Wu machte 1954 am Naval College of Engineering in Taiwan seinen Bachelor-Abschluss in Physik und 1959 an der National Tsing-Hua University seinen Master-Abschluss. Dann ging er in die USA, wo er 1963 an der Washington University in St. Louis promoviert wurde. 
Danach war er ab 1963 Assistant Professor am Virginia Polytechnic Institute und ab 1967 an der Northeastern University, wo er 1969 Associate Professor und 1975 Professor wurde. Ab 1989 war er dort University Distinguished Professor und ab 1992 war er dort Matthews Distinguished Professor. Später war er dort Professor Emeritus. 
Er war als Gastprofessor und Gastwissenschaftler unter anderem an verschiedenen Universitäten und der Academia Sinica in Taiwan, an der State University of New York at Stony Brook (1968), in Berkeley, den Niederlanden (Universität Delft 1980, Amsterdam 1994), der Australian National University, in Brasilien, in Peking (Tsing Hua University 2005), der Universität Paris VI und am IHES (1973), der Ecole Polytechnique in Lausanne und am Kernforschungszentrum Jülich.
Wu war für seine Arbeiten über exakt lösbare Modelle der statistischen Mechanik bekannt (Vertex-Modelle, Isingmodelle, Pottsmodelle, Dimermodelle u. a.). Er beschäftigte sich auch mit Knoteninvarianten, mit Graphentheorie und Kombinatorik. Dabei nutzte er in seinen mathematischen Arbeiten zum Beispiel über Knoteninvarianten oder mehrdimensionale Zerfällungen in der Zahlentheorie auch Modelle der statistischen Mechanik. In den 1960er Jahren beschäftigte er sich außerdem mit Vielteilchenproblemen, zum Beispiel bei flüssigem Helium.
1968 gab er mit Elliott Lieb eine exakte Lösung des Grundzustands des Hubbard-Modells in einer Dimension – in zwei Dimensionen spielt es heute eine Rolle in Modellen der Theorie der Hochtemperatursupraleiter.
1973 war er Fulbright-Hays Senior Research Fellow. 1979 erhielt er eine Ehrenprofessur der Universität Peking und 1985 der Southwest Normal University in China. Er war Fellow der American Physical Society und der chinesischen physikalischen Gesellschaft in Taipei. 1983/84 war er Direktor des Condensed Matter Theory Forschungsprogramms der National Science Foundation der USA.

## Schriften
- Lieb, Wu Two dimensional ferroelectric models. In: Domb, Green (Hrsg.): Phase transitions and critical phenomena. Band 1. Academic Press, 1972, S. 331–490 (Vertex-Modelle)
- The Potts Model. In: Reviews of Modern Physics, Band 54, 1982, S. 235–268
- Knot theory and statistical mechanics. In: Reviews of Modern Physics, Band 64, 1992, S. 1099–1131
- Knot invariants and statistical mechanics- a physicists perspective. In: M. Ge, C.-N. Yang (Hrsg.): Braid group, knot theory and statistical mechanics. World Scientific, 1993
- Exactly solvable models – a journey in statistical mechanics. Selected Papers with commentaries. World Scientific, 2009 (mit Publikationsverzeichnis, Kommentar von Wu und Aufsatz von Maillard. In: Chinese Journal of Physics, Band 40, 2002, Nr. 4, über die Arbeiten von Wu)